# Roger Ross Williams
Roger Ross Williams, född 16 september 1973 i South Carolina, är en amerikansk regissör, producent och författare inom områdena tv-nyheter, dokumentärfilm och underhållningsfilm. Han har bland annat regisserat Musik by Prudence som vann en Oscar för bästa kortfilmsdokumentär, om en 21-årig zimbabwisk singer-songwriter, Prudence Mabhena, som föddes gravt handikappad och har kämpat för att övervinna fattigdom och diskriminering. Williams senast (2016) regisserade och kraftigt kritikerrosade film, God Loves Uganda, hade premiär 2013 på Sundance Film Festival. Den nominerades till en Oscar 2014 och har vunnit över ett dussin utmärkelser och visats på över 60 filmfestivaler över hela världen.

## Biografi
Williams är den förste afro-amerikanske regissören att vinna en Oscar i kategorin kortfilmsdokumentär, och den allra förste afro-amerikanske regissören att vinna en Oscar för regi och produktion av en film, kortfilm eller spelfilm. Han tillhör en Gullahfamilj från South Carolina, och har bott och arbetat i New York under de senaste tjugofem åren. Han har fått sin utbildning vid Northampton Community College i Bethlehem, Pennsylvania och New York University i New York.
Williams började sin karriär med att producera politisk satir för Comedy Central och Michael Moore's Emmy Award-vinnande serie TV Nation. Han har också producerat och regisserat ett flertal prime time specialprogram för PBS, ABC, CBS, Sundance Channel och New York Times Television. Han har vunnit flera utmärkelser för sina TV-arbeten, såsom en NAMIC Vision Award och National Head för bästa biografiska dokumentär.
Williams började arbeta 1985 och har sedan dess arbetat för ABC News, NBC News, MSNBC, BBC, CNN och har producerat arbete för Comedy Central, Food Network, TLC och VH1. Han har regisserat prime time-reportage (för ABC och CBS) och producerat en dokumentärserie för Discovery Networks och en dokusåpa: Sheila Bridges Designer Living, för Scripps Networks. År 2016 hade en dokumentären Life, Animated premiär. Filmen bygger på boken med samma namn skriven av den Pulitzerprisvinnande journalisten Ron Suskind och handlar om Suskinds autistiska son.
Williams har olika projekt under utveckling, bland dem ett transmediaprojekt med PBS kallat Travelling While Black. För närvarande (2016) är han rådgivare till styrelse både i None On Record och Sundance Institute. Han delar sin tid mellan New York och Amsterdam, Nederländerna.

## Filmografi

### Regissör
- 1997: Discovered At Sundance (TV)
- 2000: Reagan: A Life In Pictures (TV)
- 2001: Time (TV)
- 2001: Challenge America With Erin Brockovich (TV)
- 2002: Secret Son (TV)
- 2003: Power, Privilege & Justice (TV)
- 2003: Boys Will Be Girls (TV)
- 2003: First Off The Tee (TV)
- 2003: New York Underground (TV)
- 2004: The Lives They Lived (TV)
- 2004: Moroccan Style (TV)
- 2005: Sheila Bridges Designer Living: Morocco Special (TV) och Sheila Bridges Designer Living
- 2006: Amazing Families (TV)
- 2010: Undercover Boss (TV, 1 episode: 7-Eleven)
- 2010: Music by Prudence’’
- 2013: God Loves Uganda
- 2014: Tutu: The Essence of Being Human
- 2015: Gospel of Intolerance
- 2015: Blackface
- 2016: Life, Animated

### Producent
- 1995: People Yearbook '95 (TV) (avsnittsproducent)
- 1996: Sex, Drugs and Consequences (TV) (producent)
- 1997: TV Nation: Volume One (avsnittsproducent)
- 2000: Reagan: A Life In Pictures (TV) (producent)
- 2001: Time (TV) (producent)
- 2002: Secret Son (TV) (producent)
- 2002: Life 360 (avsnittsproducent) (1 episode:Telling the Children) (avsnittsproducent)
- 2003: Power, Privilege & Justice (TV) (producent)
- 2003: First Off The Tee (TV) (producent)
- 2003: New York Underground (TV) (producent)
- 2004: The Lives They Lived (TV) (producent)
- 2004: Moroccan Style (TV) (producent)
- 2004 - 2005: Sheila Bridges Designer Living (rådgivande producent)
- 2006: Amazing Families (TV) (producent)
- 2007: Alone No Love (biproducer)
- 2007: Yearbook (TV) (series producer)
- 2010: Music by Prudence (producent)
- 2013: God Loves Uganda (producent)
- 2014: Tutu: The Essence of Being Human (producent)
- 2016: Life, Animated

### Manusförfattare
- 2000: Reagan: A Life In Pictures (TV)
- 2003: Power, Privilege & Justice (TV)
- 2003: First Off The Tee (TV)
- 2003: New York Underground (TV)
- 2004: The Lives They Lived (TV)
- 2004: Moroccan Style (TV)
- 2005: Sheila Bridges Designer Living: Morocco Special (TV)
- 2006: Amazing Families (TV)

## Priser
- NAMIC Vision Award för TV-version av Moroccan Style[2]
- The National Headliner för bästa biografiska dokumentär New York Underground[2]
- Oscar för bästa dokumentär kortfilm for Music by Prudence år 2010.[3]
- Inspiration Award, Full Frame Documentary Film Festival for God Loves Uganda[4]
- Bästa dokumentär, Ashland Independent Film Festival for God Loves Uganda[5]
- Best Feature Documentary Dallas International Film Festival for God Loves Uganda[6]
- Best Feature Documentary Philadelphia International Film Festival for God Loves Uganda[7]